# عبد الملك بن العاص السعدي
عبد الملك بن العاص بن محمد بن بكر السعدي، الفقيه الأصولي الطليطلي، وهو صاحب التصانيف الجليلة، طلب العلم منذ صباه، فنال مراده، أخذ من الفقه بأوفر نصيب ضرب فيه السهم المصيب، من أبرز آثاره كتاب الذريعة إلى علم الشريعة، وكتاب الإبانة على أصول الديانة، وكتاب الاعتماد.

## السيرة
عبد الملك السعدي ولد بطليطلة وقيل من قلعة رباح سنة 259 هـ | 873م، نشأ بقرطبة، وأخذ العلم عن أشهر علماء أهل زمانه بالأندلس، وبعدما اتسع علمه وقويت بصيرته، بدأ بتأليف مصنفات جليلة أغلبها فقهية.

## المؤلفات
صنف عبد الملك السعدي كتبا متعددة، من بين ما وصلنا من كتبه:
- كتاب الإبانة على أصول الديانة.
- كتاب الذريعة إلى علم الشريعة.
- كتاب الاعتماد.
- كتاب الإبانة على أصول الديانة.
- الرد على من أنكر على مالك ترك العلم بما وراه.
- الدلائل والأعلام على أصول الأحكام.

## الوفاة
توفي الفقيه عبد الملك السعدي الطليطلي عام  303هـ| 915م، وهو ابن أربعة وأربعين عاما.